# Scacco matto/La sua mano
Scacco matto/La sua mano è un singolo di Laura Troschel con la partecipazione, seppure non accreditata sulla label del disco ma, solo sulla copertina, di Pippo Franco, pubblicato dalla CBS nel 1980.

## Scacco matto
Dopo la prima edizione di Fantastico, programma del sabato sera che aveva riportato la Lotteria Italia in prima serata, si pensò di affidare il varietà alla coppia Pippo Franco/Laura Troschel, all'epoca uniti anche nella vita privata, denominando il programma Scacco matto. 
Venne pubblicata la sigla ufficiale del programma, Scacco matto, interpretata dalla Troschel, scritta da Mario Castellacci e Pier Francesco Pingitore, registi della trasmissione, su musica e arrangiamenti di Vito Tommaso.

## La sua mano
La sua mano è la canzone pubblicata sul lato B del singolo, scritta da Marco Luberti su musica e arrangiamenti di Bruno Crumeri.

## Edizioni
Il singolo fu pubblicato in Italia con numero di catalogo  CBS 9094 su etichetta CBS.